# Feldbach (Francia)
Feldbach è un comune francese di 470 abitanti situato nel dipartimento dell'Alto Reno nella regione del Grand Est.

## Società

### Evoluzione demografica
Abitanti censiti